# 고부치자와역
고부치자와역(일본어: 小淵沢駅, こぶちざわえき)은 일본 야마나시현 호쿠토시에 있는 동일본 여객철도 주오 본선 및 고우미 선이 환승하는 역이다.

## 타는 곳
| 1 | ■주오 본선 | 가미스와・시오지리・마쓰모토 방면 |
| 2 | ■주오 본선 | 고후・하치오지・신주쿠 방면       |
| 4 | ■고우미 선 | 노베야마・사쿠다이라・고모로 방면 |
| 5 | ■고우미 선 | 노베야마・사쿠다이라・고모로 방면 |
| 5 | ■주오 본선 | 가미스와・시오지리・마쓰모토 방면 |

## 역사
- 1904년 12월 21일:개통

## 인접역
| 동일본 여객철도 주오 본선 | 동일본 여객철도 주오 본선 | 동일본 여객철도 주오 본선  |
| ------------------------- | ------------------------- | -------------------------- |
| 나가사카 다치카와 방면    | ■ 주오 본선 보통          | 시나노사카이 마쓰모토 방면 |
| 동일본 여객철도 고우미 선 |                           |                            |
| 시·종착역                 | ■ 고우미 선               | 가이코이즈미 고모로 방면   |